# Schweizerisches Hilfskomitee für die Kinder Spaniens
Das Schweizerische Hilfskomitee für die Kinder Spaniens SAS (Comité Suizo de Ayuda a los niños de España), besser bekannt als Ayuda Suiza (Schweizer Hilfe), war ein Zusammenschluss von 14 Schweizer Hilfswerken (Arbeiterkinderhilfe der Schweiz usw.). Vor dem Zusammenschluss hiess das Hilfswerk Schweizerische Arbeitsgemeinschaft für Spanienkinder (SAS).

## Ayuda Suiza
«Ayuda Suiza» wurde im Februar 1937 auf Initiative von Rodolfo Olgiati, dem Sekretär von Service Civil International (SCI) gegründet, um die Hilfe der verschiedenen Hilfswerke für die vom Spanischen Bürgerkrieg (1936–1939) betroffenen Kinder zu koordinieren.

### Aufgaben

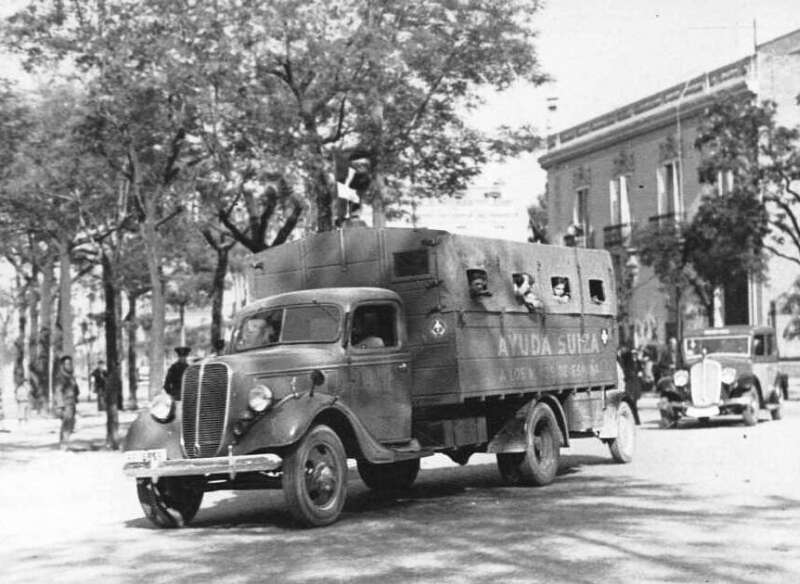
Kinderevakuierung 1937

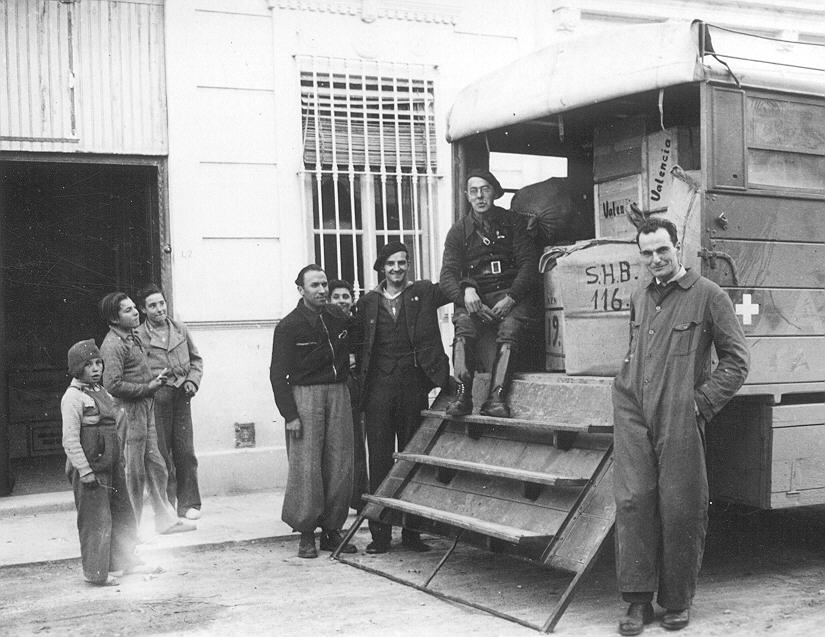
Nahrungsmitteltransport 1937

Die Hilfe war vor allem auf Kinder und andere gefährdete Bevölkerungsgruppen, wie ältere Menschen sowie schwangere und stillende Frauen ausgerichtet. Die Schweizer Hilfe war bereit, mit beiden Konfliktparteien zusammenzuarbeiten. In der Praxis erfolgte die Hilfe fast immer in der Zone der republikanischen Seite, da die nationalistische die Hilfe im Allgemeinen ablehnte. Es gab lokale Schweizer Hilfsgruppen mit Sitz in Madrid, Barcelona, Burjassot, Valencia und Murcia.
Die Hauptaufgaben der Freiwilligen waren die Verwaltung von Kantinen, die Evakuierung von Kindern aus Kriegsgebieten an sichere Orte, der Versand von mit Spendengeldern finanzierten lebensnotwendigen Gütern an Kinderkolonien, Heime und Spitäler, die logistische Unterstützung dieser Einrichtungen durch direkte Hilfe und Sponsoring. Dabei wurde mit republikanischen Institutionen und lokalen Einrichtungen zusammen gearbeitet, die Flüchtlingskinder und -familien aufnahmen.

### Freiwillige Helfer
Die freiwilligen Helfer der Schweizer Hilfe arbeiteten bei vielen Einsätzen auch mit den Quäkern zusammen. Der SCI beteiligte sich mit dem grössten Kontingent von Freiwilligen vor Ort. Es waren während des ganzen Krieges rund dreissig SCI-Freiwillige, darunter mehrheitlich Schweizer. Freiwillige Helfer waren unter anderen: Willy Begert, Maurice Dubois, Elisabeth Eidenbenz, Marianne Flügge-Oeri, Ralph Hegnauer, Idy Hegnauer, Eleonore Imbelli, Elsbeth Kasser, Karl Ketterer, Trudi Ketterer, Irma Schneider, Ruth von Wild.

### Ende der Hilfe in Spanien
Wegen des bevorstehenden Endes des spanischen Bürgerkriegs verliessen die meisten Schweizer Helfer Spanien im Januar 1939. Innerhalb weniger Monate reorganisierten sie sich in Südfrankreich, um den Tausenden von in Lagern internierten Spanien- und anderen Flüchtlingen sowie den Kindern, die nach Frankreich evakuiert worden waren, zu helfen. In diesem Zusammenhang gründeten sie Kinderkolonien und Entbindungsstationen, wie die Maternité suisse d’Elne, und eröffneten Hilfsstationen («Schweizer Baracke») in verschiedenen Internierungslagern.

## Schweizerische Arbeitsgemeinschaft für kriegsgeschädigte Kinder
1940 passte sich die Schweizer Hilfe an die neue Situation an, die durch den Ausbruch des Zweiten Weltkrieges entstanden war. 17 Organisationen schlossen sich zur Schweizerischen Arbeitsgemeinschaft für kriegsgeschädigte Kinder (SAK) und ab dem 1. Januar 1942 zur Kinderhilfe des Schweizerischen Roten Kreuzes zusammen.

## Berichte und Broschüren der Schweizerischen Arbeitsgemeinschaft für Spanienkinder (SAS)
- Bericht von Elisabeth Eidenbenz über die Milchausgabe der SAS in Burjasot-Valencia, Dezember 1938, 2 Seiten
- Aus der Arbeit für die spanischen Flüchtlingskinder in Frankreich. Briefe unserer schweizerischen Mitarbeiter, Zürich Mai 1939, 4 Seiten
- Sekretariatsbericht, Zürich, 3. Mai 1939, 4 Seiten
- Ruth von Wild: Bericht Nr. 1 der Colonie Suisse LE LAC près Sigean, 22. Juli 1939, 5 Seiten
- SAS (Hrsg.): "Ayuda Suiza", Zürich, 14 Seiten
- SAS (Hrsg.): "Trikolore und Schweizerkreuz", Basel, 20 Seiten